# Forcipomyia cacaophila
Forcipomyia cacaophila är en tvåvingeart som beskrevs av Ronderos och Gustavo R. Spinelli 1999. Forcipomyia cacaophila ingår i släktet Forcipomyia och familjen svidknott. Inga underarter finns listade i Catalogue of Life.